# Fernand Augereau
Fernand Augereau (Naintré, 23 de novembre de 1882 - Combrée, 26 de juliol de 1958) va ser un ciclista francès la carrera professional del qual es va desenvolupar entre 1902 i 1911. El 1903 fou tercer en la primera edició del Tour de França. El 1904 aconseguí el seu èxit més important en guanyar la Bordeus-París.

## Palmarès
- 1903
  - 3r al Tour de França
- 1904
  - 1r a la Bordeus-París